# 地下納骨所に巣を張るもの
『地下納骨所に巣を張るもの』（ちかのうこつじょにすをはるもの、原題：英: The Weaver in the Vault）は、アメリカ合衆国のホラー小説家クラーク・アシュトン・スミスによる短編ホラー小説。『ウィアード・テールズ』1934年1月号に掲載された。
ゾティークを舞台としたシリーズの一編。食屍鬼のような性質の生物が登場するが、造形は唯一無二のオリジナル怪物となっている。
掲載誌編集長のファーンズワース・ライトの依頼で、スミス自ら挿絵を描いた。
ゾティークのシリーズには、未執筆の『シダイウァの足』『マンドルの敵』という作品があったことが判明しており、本作および『ウルアの妖術』と合わせて、ファモルグ王周辺の人物の掘り下げとなる。

## あらすじ
タスーン歴代王たちの遺体は、特殊な薬品でミイラにされ、まったく腐敗することがない。アグメニ王が首都カオン・ガッカを放棄した理由については、さまざまな噂があったが、永い時を経て実際のところはわからなくなる。廃宮殿の地下納骨所には、地衣類や幽霊よりもひどいものが跋扈していると噂される。マンディス王は寵姫のために、カオン・ガッカの地下納骨所からアウァイナ女王の黄金の鏡を入手すべく、2人の兵士を派遣するも、彼らは帰ってこなかった。以来、呪われた地下納骨所に入り込もうという者は誰もいない。
ファモルグ王の時代、后のルナリアは、媚薬の材料として「トゥネプレーズ王のミイラ」を欲しており、ファモルグは3人の戦士を遣わす。「戦士というよりハイエナの仕事」「ルナリア女王は吸血鬼だ」などと愚痴を漏らしつつ、3人は駱駝で砂漠を往く。道中2日目はユクラ神の聖堂で夜を明かし、ついに旧首都の廃墟に到着する。
3人は地下に降り、アカルニル王の霊廟の間に入るも、ミイラは無く、王冠や衣装だけが残っていた。腐敗することのないミイラが消えたこと、盗賊に荒らされたり動物に食われた痕跡もないことに、3人は理解が追い付かず、伝説上の恐怖を覚える。10以上の霊廟を巡り、全ての墓でミイラが消えていることを確認する。かといって手ぶらで帰ったら、ファモルグ王は3人を許さないであろう。都には戻らず、このまま逃げるべきか。
そのとき大きな地震いが起こり、廃宮殿は崩れて、3人は地下納骨所に埋められる。グロタラが目を覚ましたとき、足は砕けて身動きはできず、ほかの2人は死んでいた。そこに「人間の頭ほどのサイズの、無色に輝く球体」が浮遊しながら降りてくる。球体が死んだヤヌルの頭に触れると、ヤヌルの頭部は溶解し、胴体もしぼんでいく一方で、球体の方は不快にも膨れ上がっていく。グロタラは、死んだヤヌルが球体に食われているということを理解する。そいつは深紅色に染まり、蜘蛛の巣めいたものを張る。続いてティルライン・ルドクの死体が食われる様を、グロタラは目にする。
グロタラは発熱し、衰弱するも、屈強さと若さゆえになかなか死なない。球体は浮遊しながら、グロタラが死ぬのを待っている。グロタラは弱々しい力で剣を振り上げ、球体を追い払おうとするも、難なく躱され、ついに力尽きる。

## 主な登場人物

### 主人公
- ヤヌル - ファモルグ王の戦士。
- グロタラ - ファモルグ王の戦士。三人の中で最も若く、背が高い。
- ティルライン・ルドク - ファモルグ王の戦士。年長の男。
- 球体 - 死体を食べる生物。真珠光沢があり不思議な色を放つ糸を出し、蜘蛛の巣めいたものを張る。

### タスーン王朝
- トゥネプレーズ王 - 王朝の創始者。全盛期は大魔道士であった。
- アカルニル王 - アグメニの父王。カオン・ガッカに埋葬された最も新しい王。
- アグメニ王 - カオン・ガッカからミラーブに遷都した代の王。発狂したと伝わる。
- マンディス王 - 200年前の王。地下納骨所から財宝を回収するよう部下を遣わすも、帰還せず。
- ファモルグ王 - 59代目、当代の王。三戦士が仕える君主。三戦士に、トゥネプレーズ王のミイラの残っている部分を持ち帰るよう命じる。
- ルナリア女王 - ファモルグ王の后。もとはクシュラクの王女。妖術を用いる毒婦で、愛人が多数いる。大魔道士トゥネプレーズのミイラを材料に、媚薬を作ろうと考える。

### ゾティークの神々
- ユルルン - 墓の守護神。墓荒らしなど以ての外。
- ユクラ - 笑いを司るグロテスクな小神。食屍鬼や魔物などから、人間を守るという。

## 収録
- 『ゾティーク幻妖怪異譚』創元推理文庫、大瀧啓裕訳
- 『呪われし地』アーカム・ハウス叢書、小倉多加志訳「地下埋葬室に巣を張るもの」

## 関連作品
- ウルアの妖術 - ファモルグ王夫妻の王女ウルアが登場する。